# Uusikaupunki
Uusikaupunki (pe suedeză Nystad) este o comună din Finlanda.